# Rosa buschiana
Rosa buschiana är en rosväxtart som beskrevs av Vladimir Gennadievich Chrshanovski. Rosa buschiana ingår i släktet rosor, och familjen rosväxter. Inga underarter finns listade i Catalogue of Life.